# Criaturas Enterprise
Criaturas Enterprise fue un programa juvenil de radio transmitido a través de La Mega y conducido por los hermanos María Valentina Duque Natera y Juan David Duque Natera. Se difundió por primera vez el 8 de junio de 2005 a nivel nacional hasta el año 2012.
El espacio radial tenía una duración de diez minutos y podía ser escuchado de lunes a viernes a las 2:45 p. m. en Caracas. En el interior del país los horarios variaban.

## Las Criaturas
El apodo "Criaturas" fue dado por el padre de éstas, el también locutor Juan Carlos Duque, cuando eran apenas unos niños. María Valentina Duque Natera nació en los Teques, estado Miranda, el 1 de marzo de 1994 mientras que su hermano Juan David Duque Natera nació en Caracas el 13 de noviembre de 1995. En la actualidad residen en Puerto La Cruz, estado Anzoátegui, junto a sus padres.

## Inevitable cambio natural en tus oídos
El 12 de enero de 2009, se estrenó la segunda temporada de Criaturas Enterprise, bajo el eslogan "El inevitable cambio natural en tus oídos". El cambio fue notable ya que las voces de los jóvenes locutores comenzaron a madurar con su desarrollo físico, además, sus comentarios empezaban a ser más agudos debido a su edad. Estos factores hicieron que se decidiera iniciar una nueva etapa y ajustar el espacio a un nuevo público, el adolescente. 
Con el "Inevitable cambio" vino un nuevo tema musical denominado "El Chigüire Intergaláctico" que identificba al micro. El mismo fue escrito, bautizado e interpretado por el grupo de rock Tomates Fritos.

## Secciones de Criaturas Enterpise
Las secciones de Criaturas Enterprise son:
- Pregunta Corta: Entrevistas con personajes famosos.

- El mundo de Pito y Chucha: Basado en dos personajes ficticios cuyas historias ruedan en torno al mundo del sexo en la adolescencia.

- Cazando historias: Anécdotas contadas por los propios oyentes del programa.

- El Panal de la sabiduría: "El panal" es un joven cuya forma de hablar es muy particular y retrata a un antisocial que se superó y cuya sabiduría sorprende a muchos.

- Para lo que quedó el bolero: Al ritmo de un clásico bolero, las Criaturas interpretaban jocosas e inteligentes líricas.

- Circo de las Criaturas: Junto a Margarito Palomo, un ficticio animador de un circo, María Valentina y Juan David Duque se convertían en diversas criaturas para entretener al público.

- La maestra Nancy: Llamadas que se realizan al azar para jugar bromas buscando solucionar una tarea que supuestamente había mandado la profesora Nancy.

- Extrevistas con extremistas: Conversaciones que se tienen con personalidades del mundo de los deportes extremos.

- Seis penas: Conteo de los seis errores que cometen las personas bajo determinados contextos.

## Algunos entrevistados
- César Becerra
- El Payaso Popy
- Elí Bravo
- Erika De La Vega
- Daniela Kosán
- Henrique Lazo
- Iván Matta
- Daniela Alvarado
- Waldemaro Martínez
- Carla Angola
- Eduardo Rodríguez Giolitti
- Valentina Quintero
- Luis Chataing
- Wilfredo Acosta
- Ana María Simón
- Moncho Martínez
- Er' Conde Del Guácharo
- Daniel Martínez
- Laureano Márquez
- Leonardo Padrón
- Pedro León Zapata
- Juan Eleazar Fígalo
- Kiko Bautista
- Nelson Bustamante
- Marycarmen Sobrino
- Anabelle Blum
- Emilio Lovera

## Entrevistas a bandas venezolanas
Las Criaturas Enterprise en su afinidad por el Rock and roll, en especial por el nacional, realizaron entrevistas a exponentes del género en su país. Algunas de las bandas entrevistadas fueron las siguientes:
- Caramelos de Cianuro.
- Desorden Público.
- Los Automáticos.
- Tomates Fritos.
- Sónica.
- Andreazulado.
- Cachicamo con caspa.
- Ohmio.
- Los Mentas.
- Los Paranoias.
- Patafunk.
- Masseratti 2lts.

## Curiosidades de Criaturas Enterprise
- María Valentina Duque Natera, era la voz que identificaba el Sótano Iberoamericano, el programa de su padre Juan Carlos Duque, cuando a penas contaba con 3 años de edad. Todo comenzó cuando su progenitor la escuchó cantar "Mariposa Tecnicolor" de Fito Paez. Más tarde se uniría Juan David al equipo.

- Aunque el programa salga desde Caracas, es producido en su totalidad en La Mega 100.9FM de Puerto La Cruz, estado Estado Anzoátegui.

- Durante los primeros meses de transmisión del espacio, Criaturas Enterprise tenía una duración de seis minutos, debido al éxito obtenido la directiva de la estación decidió aunmentar el tiempo del programa.

- Las criaturas maduraron la voz con su desarrollo físico, por ende en los micros del 2005 y 2006 sus voces suenan más infantiles.

- Han sido entrevistados innumerables veces en reconocidos medios de Venezuela (El Universal, Todo en Domingo, Venevisión, El Tiempo de Venezuela, Estampas Oriental, Ardentía, etc).

- La voces de los personajes Gorilón y de Margarito Palomo son hechas por el padre de las Criaturas, quien escribe los libretos del programa.

- El espacio era grabado en un día durante la semana.

- En el año 2007 se transmitió a diario una versión en vivo de una hora de duración del programa llamado Criaturas Enterprise Anchi-Larga.

- El nombre del nuevo jingle de Criaturas Enterprise (El Chiüre Intergaláctico) fue sugerido por sus propios creadores, el grupo de rock Los Tomates Fritos, en una entrevista que se les realizó al estrenar la segunda temporada del espacio.

## Fenómeno "Yo Juro"
Desde su primera edición el segmento Yo Juro llamó la atención de muchos oyentes quienes eran entrevistados a diario por las Criaturas. Las preguntas que se les hacían a los seguidores del programa iban desde su nombre completo y edad hasta la última vez que los castigaron. Con la segunda temporada, la sección fue sacada del aire por considerarse que ya había cumplido su ciclo en el espacio radial.

## Equipo de Criaturas Enterprise
- Locución: María Valentina y Juan David Duque Natera.
- Libretos: Juan Carlos Duque Silva.
- Edición y montaje: Ricardo Miranda Rivero.

- Datos: Q5790895